# Вирастюк, Василий Ярославович
Василий Ярославович Вирастюк (укр. Васи́ль Яросла́вович Вірастю́к; род. 22 апреля 1974, Ивано-Франковск) — украинский спортсмен, заслуженный мастер спорта Украины, обладатель титула «Самый сильный человек мира» 2004 года, неоднократный чемпион мира в силовом многоборье, а также актёр. Народный депутат Украины с 15 июня 2021 года, член фракции политической партии Слуга Народа в Верховной Раде Украины IX созыва.

## Биография
Родился в Ивано-Франковске 22 апреля 1974 года в обычной семье (отец — Вирастюк Ярослав Васильевич, водитель, родился в 1944 году; мать — Вирастюк Ирина Васильевна, швея, родилась в 1948 году). Учился в Ивано-Франковской СШ № 4, затем с 1989 по 1992 г. в Ивано-Франковском техникуме физической культуры. В 1992 году обучался в ДОСААФ, где получил профессиональные водительские права категорий B и C.
С 1992 по 1994 год проходил военную службу в рядах Вооружённых сил Украины.
С 1984 по 2000 год занимался легкой атлетикой (толкание ядра) и получил звание мастера спорта международного класса, до 1999 года был членом сборной Украины по легкой атлетике. Выполнил норматив для поездки на Олимпийские игры в Сидней (Австралия), но на тот момент уже решил поменять специализацию и закончить карьеру легкоатлета, таким образом, отказавшись от шанса стать олимпийским чемпионом.
В конце 1999 года переезжает из Ивано-Франковска во Львов, где с 2000 по 2003 работает в должности водителя-охранника в компании «Галнафтогаз». В 2000 году окончил курсы охранников при МВД Украины и получил удостоверение охрана физических лиц, категории С.
В 2003 году вместе с женой Светланой переезжает в Киев, где вскоре у них рождается сын Адам. В 2006 году Светлана погибла.
Начинает выступать в новом для себя виде спорте — силовом экстриме. Шесть раз был участником престижного турнира «Arnold Strongman Classic», трижды занимал второе место на этом турнире. Заслуженный мастер спорта Украины.
Выиграл титул «Самый сильный человек мира» в 2004 году, а в 2007 году стал победителем турнира IFSA (ныне не проводится). Чемпион Европы 2007 года (Украина, Киев). Капитан украинской команды, которая 4 раза выиграла титул World Strongman National — самой сильной нации планеты (2003, 2004, 2006 и 2007). 6 раз становился сильнейшим человеком Украины (2000—2004, 2007).
В 2008 году выступал в последний раз и из-за накопленных травм был вынужден закончить профессиональную карьеру спортсмена. В 2009 году вместе с ведущими атлетами официально вышел из рядов Федерации сильнейших атлетов Украины и зарегистрировал Профессиональную лигу стронгменов Украины. В 2011 году зарегистрирована Федерация стронгменов Украины, в 2015 году получившая статус национальной федерации.
В 2013 году получил высшее образование в «Межрегиональной Академии управления персоналом», специализация «менеджмент, экономика и управление бизнесом».
Является почётным президентом Федерации стронгменов Украины, снимается в фильмах в качестве актёра, также часто выступает в юмористической телепрограмме «Дизель-шоу».

## Семья
Отец — Ярослав Васильевич Вирастюк.
Мать — Ирина Васильевна Вирастюк.
- Старший брат — Роман (20 апреля 1968 — 27 июля 2019[2]) — 17-кратный чемпион Украины по толканию ядра и певец, записал диск своих песен[3][4].
- Первая жена (2003—2006) — Светлана Васильевна Вирастюк (д. Забияка) (12 ноября 1978 — 2 января 2006), погибла в снежной лавине на горнолыжном курорте Паландокен в Турции в 2006 году. Была чемпионом Украины по фитнесу, увлекалась водными лыжами и водными мотоциклами, похоронена на Совском кладбище[5].
  - сын Адам Вирастюк (род. 2003)
- Вторая жена (с 2007 года) — Инна, работает в немецкой фармацевтической компании. Познакомился с ней в дорожной пробке. Она не обратила внимание на спортсмена, а он сфотографировал номер её автомобиля и узнал её адрес, потом прислал букет цветов. Венчались в Киево-Печерской лавре.
  - сыновья Олег Вирастюк (род. 19 марта 2008)[6][7] и Александр Вирастюк (род. 2016)[8].

## Политическая деятельность
11 февраля 2021 года съезд политической партии «Слуга народа» выдвинул Вирастюка кандидатом в народные депутаты Украины на довыборах, назначенных в 87-м округе в Ивано-Франковской области. Сам Вирастюк рассказал, что идею баллотироваться в народные депутаты Украины ему предложил президент Украины Владимир Зеленский. Выборы состоялись 28 марта 2021 года и согласно обнародованным Центральной избирательной комиссии данным Вирастюк одержал победу, набрав 30,95 % голосов (15 536 бюллетеней от общего числа 50 181, признанных действительными), опередив бизнесмена Александра Шевченко, выдвинутого партией «За будущее», набравшего 30,11 % (15 114 голосов) и представителя «Свободы» Руслана Кошулинского, получившего 28,51 % (14 311 голосов). Однако, команда Шевченко заявила о нарушения на выборах и через Верховный суд добилась отмены протокола выборов и запрета ЦИК Украины регистрировать Вирастюка народным депутатом.
Однако, в начале июня, Верховный суд признал действительным протокол ЦИК о регистрации Вирастюка народным депутатом. 15 июня Вирастюк принял присягу народного депутата и официально вошёл в Верховную Раду Украины.
Член Комитета по вопросам здоровья нации, медицинской помощи и медицинского страхования.

## Факты

### Рекорды Украины[13]
Установил рекорды, которые записаны в Книгу рекордов Украины:
- Тянул пять трамвайных вагонов массой 101,5 тонны.
- Тянул сцепку из десяти машин Mitsubishi Carisma (16,5 тонны), за минуту передвинул на 18,5 метра.
- Тянул семь машин Mitsubishi, 11 тонн, передвинул на 25 метров.
- За минуту поднял и установил на тумбы высотой 130 см четыре ледяных куба, каждый по 150 кг. До него со льдом никто не работал.

### Разное[13]
- Перед тем, как ему исполнилось 18 лет, получил права категории B и С, потом — категории А (для мотоциклов) и категории Е (для грузовых автомобилей).
- Его автомобиль — Cadillac Escalade с удлиненной базой, там помещаются восемь человек.
- В 2007 году награждён орденом «За заслуги» ІІІ степени[14].
- В 2020 году получил почетное звание «Заслуженный работник физической культуры и спорта Украины»[15].

## Фильмография
- 2009 — Как казаки… (мюзикл) — кузнец
- 2013 — Иван Сила — Велет
- 2015 — Лучшая партия — Полицейский[16][17]
- 2015 — Код Константина — Константин
- 2015 — Последний москаль — кандидат в женихи Ксении Михайловны
- 2018 — Приключения S Николая — Кабан
- 2019 — Полина и тайна киностудии — Голиаф

### Телевидение и реклама
- 2004 — Телевизионное шоу «Форт Боярд» (команда Богатырей).
- Рекламная кампания пива «Арсенал».
- Рекламная кампания «Альцест» (строительные инструменты и стройматериалы)[18].
- Серия пародийных песен от студии «Квартал 95» (такие, как «Песня Лысых», «Танцуй, Россия»).
- Вирастюк рекламировал в магазине бытовой техники Foxmart.
- 2011 — клип песни «Пошла вон» группы «Бумбокс»[19].
- 2015 — Рекламный ролик смартфонов Samsung Galaxy S6 и S6 edge (реж. Александр Стеколенко)[20].
- 2016—2020 — Снимался в выпусках студии «Дизель-шоу» под своим именем.
- 2018 — Снялся в первом выпуске нового шоу «Женский квартал».

## Параметры
| Рост   | Масса  | Размер обуви | Бедро | Икра  | Пояс   | Грудь  | Шея   | Бицепс | Предплечье |
| ------ | ------ | ------------ | ----- | ----- | ------ | ------ | ----- | ------ | ---------- |
| 191 см | 160 кг | 46           | 83 см | 49 см | 115 см | 142 см | 49 см | 49 см  | 41 см      |

| Названия упражнений    | Силовые показатели      |
| ---------------------- | ----------------------- |
| Жим лёжа               | 225 кг                  |
| Приседания             | 280 кг х 4, 300 кг х 3. |
| Тяга                   | 250 кг х 4, 280 кг х 2  |
| Швунг из-за головы     | 225 кг                  |
| Швунг бревна           | 160 кг                  |
| Прыжок в высоту        | 190 см                  |
| Прыжок в длину с места | 330 см                  |
| Бег на 100 м           | 13,5 с                  |